# Юнона Людовизи
Юнона (Гера) Лудовизи (Juno Ludovisi) — античная скульптура, громадная мраморная голова, 1-я половина I в. н. э. В образе богини Юноны здесь изображена Антония Младшая.
Античная статуя Юноны Лудовизи стала знаковой для веймарцев XVIII—XIX вв. Привлёкши внимание Винкельмана, она на столетие стала самим воплощением идеала древнегреческого искусства. По Винкельману, её отличает сочетание гордой «возвышенности» и «прекрасного» взгляда. Ею восхищался Гёте. По К. Ф. Морицу, «Юнона вызывала представление о возвышенной, соединённой с властностью красоте».